# Last day on earth: Survival
Last Day on Earth: Survival es un videojuego de supervivencia en un mundo post-apocalíptico desarrollado y publicado por la empresa rusa Kéfir! para dispositivos iOS y Android lanzado el 25 de mayo del 2017.

## Argumento
La información sobre la historia del juego es muy escasa. Según algunas pantallas de carga en el juego, el último día en la tierra fue el día en que todo se vino abajo, un día en 2027 donde el 80% de la población mundial murió a causa de un virus desconocido, y más tarde, esos cadáveres se levantaron en forma de zombis y empezaron a destrozar lo que quedaba del mundo. Los supervivientes de aquel día son inmunes al virus, pero igualmente siguen expuestos a que los zombis les hagan daño y les arranquen partes del cuerpo. 
Se sabe que existen diferentes facciones en el juego, tales como el ejército, los saqueadores, los supervivientes y demás.
Actualmente, no se sabe mucho más de la historia del juego, aunque recientemente aparecieron las guías de supervivencia, la primera siendo el diario de un superviviente llamado Carlos Rudy, él sobrevivió al apocalipsis, pero tiempo después lo perdió toda el área en donde nos quedamos a asentar nuestra base, así que se fue al norte, pero no sin antes dejarnos una recompensa por haber visto su historia. La segunda es llamada "Libro de rituales", especial de la actualización de Halloween 2018.

## Jugabilidad
El jugador inicia su partida en una llanura, que más tarde pasará a ser su base junto a una camioneta, sin ningún ítem en su inventario. En la camioneta hay ciertos objetos, como un cuchillo carnicero como arma, un abrigo como armadura y ciertos objetos recolectables. A la izquierda hay un círculo para el movimiento, a la derecha hay dos círculos, uno para el arma, y otro para el bolsillo (en el cual se puede poner arma de repuesto o consumibles) en la parte inferior hay un chat (actualmente activo) y seis botones que son respectivamente para:

### Inventario
Está constituido por 10 espacios (8 en versiones anteriores) para objetos recolectables, 1 espacio para armas, 1 bolsillo (se pueden conseguir más bolsillos), 1 espacio para mochila (la cual aumenta el espacio para materiales) y 4 espacios para armaduras

### Creación
En este apartado están todas las armas, armaduras, transportes, e utilidades que se pueden crear. Para aprender a hacerlas se necesita haber llegado a cierto nivel de XP y gastar ciertos puntos de creación. Si el inventario está lleno, no es posible craftear nada.

### Tienda
En este apartado podemos usar dinero real (euros, dólares) para comprar armas y objetos, al mismo tiempo que podemos usar el buzón, lugar donde se pueden recoger ciertas recompensas

### Senda del superviviente
En esta interfaz podemos consultar nuestro progreso en la Senda del superviviente, se considera que es el "modo historia" del juego en el que debemos realizar misiones para desbloquear ciertos planos de construcción a medida que avanzamos durante nuestra partida para habilitar muchas funciones dentro del juego, tal es el caso de la motocicleta y el dron.

### Calendario de eventos
En este menú se encuentran muchos de los eventos actuales en los que se pueden conseguir recompensas especiales, estos eventos son temporales y no siempre se encuentran disponibles (como el Bunker Bravo, el Barco naufragado y el Torneo de pesca). Se trata de oportunidades concedidas al alcance de los jugadores para conseguir algunos recursos muy escasos y exclusivos, de forma más fácil.

### Pase de temporada
En esta interfaz del juego se pueden recoger recompensas a medida que avanzamos en el Pase de temporada, gracias a la obtención de puntos que, a su vez, se consiguen en actividades comunes en el juego: recolección de recursos, eliminación de zombis, etc.

Tanto las armas como las armaduras y las herramientas tienen a su izquierda una barra de durabilidad que va decreciendo con el uso, y al acabarse esta barra, la herramienta, arma o armadura se rompe. El juego consiste en sobrevivir en el mundo post-apocalíptico, creando una base fuerte y estratégica, y mejorándola con recursos que encontremos, al mismo tiempo que matamos zombis en el búnker y robamos recursos de otros jugadores. Una vez hayamos construido una pequeña base en nuestra zona de nacimiento, podremos explorar el resto del mapa, que consiste en distintas ubicaciones. Para llegar a ellas, podremos hacerlo caminando (esperando bastante tiempo), corriendo (gastando puntos de energía, y llegando casi al instante), o en moto (gastando combustible). Más adelante, se desbloqueará una nueva zona que se llama Asentamiento, la cual será nuestra segunda base en la que conviviremos en un fuerte junto a más supervivientes (NPC). Adicionalmente tendremos mesas de trabajo especiales en las que podremos fabricar una gran variedad de materiales.

## Ubicaciones
Desde que Last Day on Earth salió, han existido diferentes ubicaciones que han sido añadidas, modificadas o eliminadas en el peor de los casos. A continuación, están todas las ubicaciones que ha tenido Last Day desde sus inicios, sin importar si están disponibles o no.

### Eventos

#### Avión estrellado.
El primer evento que se supone, aparece por defecto al iniciar el juego. El evento trata de un avión que por alguna razón se estrelló relativamente cerca de la base, y al entrar, hay varias maletas con diversos objetos, desde ropa y armas hasta materiales de construcción. Se supone que solo aparece una o dos veces, y solamente es un evento para ayudar a los nuevos jugadores, pero se han dado casos en los cuales, al tener la energía por los suelos y estando lejos de su punto de aparición, este aparece como si nada. Muchos dicen que hay un truco para que aparezca pero es falso.

#### Entrega aérea
Evento que aparece 3 veces al día. Se necesita jugar un poco con la energía para que este aparezca. Este evento es uno muy común de ver y puede aparecer en cualquier parte del mapa. El evento trata de una entrega aérea en medio de un área con algunos árboles y zombis, lo regular es que tengas que matar a un escupidor tóxico, y quizá a un orondo (un zombi grande y gordo) antes de poder abrir la caja.

#### Comerciante
Evento que aparece una vez al día. Se necesita de una radio para que el evento pueda aparecer. El evento es muy simple, es una pequeña área con Frank el comerciante esperando a que le des ciertos objetos por algún arma, sus tratos suelen ser variados, por lo que es necesario revisar la radio para ver que objetos quiere intercambiar. Algo extra que decir es que sus armas pueden ser desde armas cuerpo a cuerpo como armas de fuego, y recientemente, también intercambia perros a un precio exageradamente alto. Pase lo que pase, nunca debes golpear a Frank más de 2 veces, pues a la tercera usara su M16 para matarte, y aunque vuelvas después, el seguirá enfadado y seguirá queriendo asesinarte, además de que él tiene una resistencia muy alta y no se gana nada con matarlo.Cabe resaltar, que en la actualización de Halloween 2017, se agregó a Frankie Stein, un segundo comerciante que intercambiaba restos de zombis por objetos valiosos como un diseño único de moto, un casco de calabaza y un collar para llamar a un zombi esclavo.

#### Campamento de traficantes
Antiguo evento diario, actualmente no está disponible. En su primera versión, el evento de los traficantes consistía en acabar con cierta cantidad de hordas de zombis mientras uno de los supervivientes (Johnny) terminaba de abrir un contenedor (eran 3 contenedores con 3 dificultades de horda), en el cual, había una recompensa muy generosa. En su segunda y última versión que fue durante la actualización de Halloween 2017, el evento consistía en meter a zombis entumidos en jaulas con una antorcha, al final, era la misma recompensa que en su versión anterior, pero claro, con el tiempo, llegaban hordas a interrumpirte. En este evento, se destacó un personaje muy querido llamado Tom, el cual, era un personaje al cual se tenía que equipar apropiadamente para que fuera un personaje de apoyo que actuaba en modo automático, este podía farmear el área si tenía herramientas, o bien, podía matar zombis si le dabas armas.

#### Barco naufragado
Antiguo evento que aparecía cada 2 o 5 días, actualmente no está disponible. El evento en su primera versión, consistía en acabar con una pequeña horda de zombis errantes, para después hablar con el capitán del barco para que este te diera una recompensa, lo malo de esta versión es que únicamente te daba un objeto, y este podía ser o muy bueno o muy malo. En su segunda versión, consistía en abrir diferentes contenedores mientras hordas casi interminables de zombis te atacaban, claro, tenías una pequeña ayuda, pues en el área habían barriles explosivos, los cuales se podían usar para acabar con las hordas si las juntabas; en esta versión, la recompensa aumentó demasiado, tanto, que se requerían de mínimo dos viajes para llevarte todas las cosas incluso estando desnudo y sin armas.

#### Furgoneta festiva
Evento especial de la actualización de Navidad 2017, actualmente no está disponible. El evento era muy sencillo, matabas a 3 zombis errantes y hablabas con el dueño de la furgoneta descompuesta, este se llamaba Nick Santy, y él te daba un regalo increíble si jamás hiciste trampa en el juego (Hacks), y si lo hiciste, te daba un gorro de tramposo que no daba protección y sigue siendo imposible de quitar. Además, aquí había un sistema de puntos, en el cual, tu dabas ciertos objetos, cada uno te daba diferente puntuación, y con cierta puntuación, obtenías diferentes objetos, desde consumibles especiales que daban ventajas como ralentizar a los zombis, hasta un lindo diseño único de Navidad.

#### Área de descanso
Evento que aparece de forma aleatoria, solo se puede acceder con la motocicleta. El evento tiene 4 escenarios, el primero es una trampa, en la cual te engañan unos motociclistas para matarte, el segundo es el mismo, pero en este caso simplemente no te engañan, solo te piden que te alejes, pero de cualquier modo los tienes que matar para obtener la recompensa de sus motos y cuerpos, el tercero es un grupo de motociclistas con un rehén, el cual, es imposible de rescatar, a decir verdad, es relativamente fácil, pues ellos se ocupan del rehén mientras tienes una oportunidad de atacarlos por detrás, y el último es lo mismo que el primero, pero esta vez no mienten, pues verdaderamente una horda de zombis los ataca (Aunque también es posible no intervenir cuando estén peleando contra los zombis de cualquier modo los zombis en vez de atacar a los motociclistas, irán por el jugador). Se debe de ir armado con armas de fuego y equipamiento táctico para gastar menos durabilidad de ropa y ahorrar comida y medicinas.

#### Jardín oculto
Evento especial de la actualización de Año nuevo chino 2018, actualmente no está disponible. El evento consistía en acabar con unos cuantos zombis y hablar con la superviviente Mu Lan, esta nos daba una lista de misiones, y al completarlas, nos daba acceso a un cofre que contenía objetos únicos del evento entre otros; también podías competir con ella para ver quien mataba más zombis, y si lograbas ganarle a Mu Lan, ella te daba otro cofre con objetos únicos y valiosos.

#### Morada silenciosa
Evento especial de la actualización de Año nuevo chino 2018, actualmente no está disponible. El evento empezaba en casa, pues un perro extraño aparecía en tu casa y te guiaba a este (Cabe resaltar que esta actualización fue la entrada de los perros al juego). Una vez en el área, te encontrabas con el Anciano Solitario, el cual te daba 3 tareas específicas, las cuales eran colgar faroles, prender leña y colocar pescado al vapor en la mesa. Al completar estas tareas, este anciano te daba un cofre con el mismo contenido que el de Mu Lan. 

#### Campo de fuegos artificiales
Evento especial de la actualización de Año nuevo chino 2018, actualmente no está disponible. El evento era especialmente para completar las tareas del Anciano Solitario, este era básicamente como la segunda versión del evento del barco, pero aquí no habían hordas, sino un número limitado de zombis, los cuales eliminabas al prender los fuegos artificiales del área. El contenido de los cofres del área eran especiales para el anciano, y además tenían cosas extra como armas y antorchas.

#### Claro de robles
Evento diario. Este evento es específicamente para los jugadores que no tienen motocicleta, pues aquí se puede obtener sin mucho esfuerzo algo de roble, además de que aquí vuelven los queridos traficantes Johnny y Tom. Este tiene tres formas, la primera es donde aparecen Johny y Tom, los cuales piden algo de madera para su campamento y a cambio te darán una recompensa, la segunda es un campamento de saqueadores muy agresivos a los que tienes que matar para robar sus cosas y poder obtener roble más a gusto, y el último es un evento donde todos están muertos y solo tienes que enfrentarte a unos cuantos lobos grises y lobos malsanos.

#### Prado del bosque
Evento especial de la actualización del primer aniversario de Last Day On Earth, actualmente no está disponible. Este evento solo se le podía acceder a la recompensa una sola vez, y a decir verdad, era muy simple y fácil, incluso se podía limpiar el área desnudo y sin armas. El lugar era un pequeño prado donde había unos cuantos zombis errantes disfrazados con 10 de vida, varios pavos, robles, minerales de cobre y una caja enorme con un uno gigante en el centro, esta tenía dentro un arma completamente modificada, un circuito electrónico, una revista de exploración de alguna zona, comida especial para perros, entre otros. Al abrir la caja, una manada de 5 o 7 perros detrás de ti. El evento era un regalo especial para todos los jugadores que estuvieron antes y durante esa actualización por el aniversario.

#### Convoy destruido
Evento que aparece cada 3 o 5 días. En su primera versión, era un regalo muy generoso, pues era un área con unos cuantos zombis errantes y rápidos, además de una minigun en el centro del mapa, pero al final, había un gran botín dentro de los camiones. En su segunda versión, se añadieron dos escenarios, el primero era uno similar al original, pero con un peor botín y con un gigante frenético en el lugar. El segundo es el mismo lugar, pero controlado por 4 saqueadores, de los cuales, únicamente se les puede robar el arma a 2 de ellos.

#### Alijo de Carlos Rudy
Evento especial por completar la guía de supervivencia de Carlos Rudy, actualmente no está disponible. En la guía de supervivencia, Carlos le dice al jugador que le dejó un pequeño regalo al jugador por haber leído su historia y no haber usado su diario para prender fuego, una vez leída esta nota, el evento aparecía sin hora específica y solo se podía entrar una vez. En el lugar, hay un árbol de roble, una pala, un hacha de hierro y un cofre enterrado, para abrir el cofre se necesita la pala. El botín del cofre es algo aceptable, pues lo mejor del cofre es una chaqueta reforzada, un rifle Winchester completo y una pieza de motor.

#### Ubicaciones especiales de los disquetes
Este evento aparece cada que insertes un disquete en una de las computadoras del búnker alfa, el evento dura 12 horas. Este evento es especial, pues solo aparece mediante disquetes, lo cuales se consiguen por parte del especialista en el vestíbulo del búnker alfa. En estos eventos, los nombres estarán como coordenadas, además de que dentro de ellos, se pueden encontrar dos tipos de cofres: El cofre militar y el cofre infectado. El primero contiene una recompensa mayor dependiendo del nivel (Entre más bajo el nivel de reputación, mejor), mientras que el cofre infectado se necesita un baño de ácido completo y de una moto para poder abrirlo, y su contenido es el mismo que el regular. En la zona te puedes encontrar con abominaciones tóxicas.

#### Fuerte musgo
Consistía en construir (como otra base) paredes para que las hordas de zombis no pudieran dañar la antena. Primero hablas con el dueño quien te dará misiones una de ellas es combatir contra grandes hordas cada cuando completaba una misión te daba para eligir una recompensa.

### [Eventos de Halloween]

#### Campo de calabazas
Evento especial de la actualización de Halloween 2018, estará disponible hasta el 10 de noviembre. Este evento es muy simple, acabas con todos los zombis del área e intercambias sus restos con la señora Woods, esta te dará cascos de calabaza, bebidas energéticas y guadañas. Este tiene 6 calabazas que debes de activar para que una horda pequeña te ataque y obtengas sus restos, y al llegar a la sexta calabaza, el jefe del área se hará presente, ya sea Fred o la Bruja Maestra. Estos últimos dos tienen 500 de vida y son versiones más débiles del Asolador y la Bruja.

#### Cementerio de Catrina
Evento especial de la actualización de Halloween 2018, este evento es especial del Día de muertos y dura hasta el 10 de noviembre. Este evento es únicamente para honrar a los muertos, decorando sus tumbas con tumbas sencillas, elaboradas y espléndidas, al rellenar los 6 espacios para tumbas, dependiendo de las tumbas que colocaste, se te dará una recompensa por parte de Catrina, este como máximo puede contener un sombrero mexicano o una máscara de luchador, un arma modificada y algunos objetos extra.

#### Granja aterradora
Evento especial de la actualización de Halloween 2020, en este evento habrá zombis especiales en los cuales tendremos que eliminar para  obtener ojos, calabazas, dulces, carne y velas. Las calabazas y dulces servirán para canjearlas y obtener cajas de regalos para los envíos de Génesis (Génesis es una compañía que entrega paquetes) aparte de eso los jefes finales de cada vez que vayamos (se reinicia cada 14 horas) son la bruja, Fredy, Guasón Jr.

## Zonas de Recolección
- Zonas de pino. Existen 4 zonas de este tipo, cada una con una clasificación, las dos verdes son las más fáciles y sencillas, las naranjas son un tanto complicadas, y las rojas son las más peligrosas, pero entre mayor sea la dificultad, mayores serán los recursos en la zona. Las tres zonas principales se ubican al este de la base.
- Zonas de piedra caliza. Existen 4 zonas de este tipo, el mismo principio de las zonas de pino, entre más difíciles, más recursos tendrán. Las tres zonas principales se ubican al Oeste de la base.
- Zonas de roble. Existen 4 de este tipo, pero solo se puede acceder a 2. Siguen el mismo principio que las anteriores, pero solo se puede acceder a la zona naranja y roja.
- Zonas nevadas. Existen 2 de este tipo. Son zonas en las que se consigue el cobre, pero se necesita un abrigo de piel de zorro para entrar, de lo contrario, el personaje morirá de frío. Aquí hay nuevos zombis con resistencia al daño y tienen la habilidad de curarse al dañar al jugador. En estas zonas, los bots no desaparecen del mapa cuando sales de él.
- Zonas del pantano . Existen 2 de este tipo son zonas en donde consigues el fresno, plomo, maíz, brote, azufre y briqueta. Para acceder a los pantanos necesitas el todoterreno en la zona amarillo no está el briqueta necesitas hachas de hierro, picos y una máscara de gas para conseguir los recursos.
- Casas de los vecinos. Existen 3 casas por defecto de los vecinos, existe otra pero solo se desbloquea al activar la atalaya, y también está una base extra que aparece cuando terminas las tareas de los saqueadores. Aquí puedes encontrar de todo, desde armas, ropa, recursos, pintura, partes mecánicas, etc. Pero se necesita de hachas y C-4 para acceder a toda la base.
- Cantera de arena .

Añadido recientemente para poder llegar a esa ubicación se necesita el barco, zona de recolección en donde puedes encontrar arena, cuarzo, piedra, principalmente para hacer vidrio y cemento con el objetivo de hacer el faro y el titanio fue añadido en 24 a 26 de diciembre de 2020.

## Ubicaciones aparte

###### Búnker Alfa
Búnker al Sureste de la base, se necesita una tarjeta de acceso A para entrar a él. En la superficie hay algunas partes de equipamiento SWAT y táctico, además de algunas armas con durabilidad aceptable. Para acceder a pisos inferiores se necesita la clave de este, esta se consigue en cualquier zona de farmeo con el cadáver de un soldado o por medio de la radio. Una vez abierto, tardará 2 días en cerrarse nuevamente.
Para recibir las recompensas tienes que tener 20 cupones verdes en donde te dan una caja con comida, 1 arma, y ropa, de cuero, medicinas y armas cuerpo a cuerpo. En los cupones amarillos debes de tener 25 te dan 2 armas, ropa táctica, aluminio, hierro, botiquines o vendas y una pieza de moto. Y en los cupones rojos debes tener 30 te dan 4 armas, a veces ropa SWAT, táctica, aluminio, resorte, una pieza de moto, medicinas etc.

###### Búnker Bravo
Búnker al Noreste de la base, al inicio se necesitaba una tarjeta de acceso B parar entrar en él y en la superficie había una horda muy grande de zombis rápidos, aplastadores y abominaciones. Al matar a la horda, el contenido era el mismo que el del búnker alfa hablando de calidad, pero con algunas cosas extra. No se podía acceder a pisos inferiores porque la computadora estaba destruida.
Con el lanzamiento de la tercera temporada lo reconstruyen completamente haciéndolo totalmente activo (previa colocación de un generador) como parte indispensable para conseguir las piezas del vehículo todoterreno, también lanzado en esa temporada y después de más de dos años de desarrollo. 
El búnker Bravo es bastante más complejo que el alfa, pues tiene radiación, un jefe en cada planta y un sistema diferente al alfa. Mientras que en este último tienes acceso a todas las plantas desde el ascensor principal, en el Bravo deberás ir superando una planta para acceder a la siguiente. 
También tiene la particularidad de las recetas en paneles, solo vistas en la comisaría Blackport y en la entrada al sector 7.
Estos paneles, tras completarlos con los materiales necesarios, te permiten: limpiar la radiación en la superficie, desactivar las torretas, cerrar las puertas a las patrullas, limpiar los respiraderos, activar las bombas de agua o abrir cierres secretos. 
Como curiosidad es el único lugar del mapa en el que puedes usar c4, exceptuando los saqueos y los 2 que se usan en los capullos del bosque infectado. En el piso 2 para poder activar unas torretas que te ayudarán a lidiar con el jefe de dicho piso. 
Este búnker no está orientado a conseguir armas o armadura, como el alfa. Más bien requiere de estas para poder conseguir bombonas de gas, baterías, engranajes o baterías para el ATV. También se pueden conseguir explosivos o pólvora, aparte de ítems para paliar la radiación.

###### Búnker Charlie
Búnker al Suroeste de la base, se requiere una tarjeta de acceso C y un helicóptero para acceder en él. Actualmente, es imposible entrar al Búnker, pues no está disponible aún el helicóptero, pero se sabe que su dificultad es verde .Lo curioso es que tiene 3 caras de dificultad.

##### Estación de gasolina
Consistía en matar zombis para buscar en cofres y encontrar a una mecánica. Hoy en día ya no tienes que hacer eso. No se necesita moto para poder entrar. La mecánica puede mejorar tu moto (más velocidad, tamaño de tanque, eficiencia de gasolina, más daño de colisión y a veces un modelo especial). También encontrarás un camión que con las chapas (las chapas las puedes conseguir en el búnker alpha, bravo, granja y comisaría) te dará más chapas si te toca Jackpot que es un premio gordo en donde tienes que voltear las chapas si te tocan 3 del mismo color te dan esa recompensa actualmente puedes conseguir las piezas del todoterreno.
Recientemente se añadió una zona de autopista a la derecha de la camioneta de las chapas en la cual se puede matar zombies y encontrar recursos.

###### Bosque infectado
Bosque ubicado al este de la base. En este bosque, antiguamente se encontraba a El Grande, pero con una actualización, se cambió eso, y en su lugar, ahora se encuentra La Bruja. Actualmente es el lugar de donde proviene la horda zombi que ataca nuestra casa. a veces vale la pena ir, pues se consigue la cabeza de la bruja,cuyo uso es para alejar a la horda zombi.

###### Muro del sector 7
Muro ubicado al este de la base, se requiere reparar la computadora para entrar. Este muro es la entrada al cúmulo de anomalías. Puedes encontrar los restos de un frenético y un saqueador a la derecha de la entrada. En la actualidad, ha sido cerrado permanentemente y solo se puede acceder al otro lado cambiando de personaje.
Búnker del Sector 7
En la actualización 1.10.2 se añadió un búnker dónde es la base del clan. Hay un tren y una excavadora. Pero por ahora no se puede hacer nada solo hablar con los demás integrantes, reemplazado por el asentamiento donde se conoce al hermano o hermana del personaje.
Campamento del sector 7
En este campamento hay 3 personajes, uno te da misiones y al finalizarlas te da recompensas, otro dónde te guarda materiales o trajes antirradiación y el último trata de si le das ciertos materiales te dará recompensas.
Actualmente, el campamento fue reemplazado por un cráter donde habita una comunidad de supervivientes liderados por exmilitares.
La mayoría de roles de npc siguen iguales pero se agregaron 3 más para ir a la zona pvp, para mejorar tu tienda y para pagar la renta.
Cupones y talones
Son la moneda de intercambio dentro del cráter, con los cupones se compra en las tiendas de los demás supervivientes y pagas la renta.
Los talones son una parte del cupón con la que se queda un jugador al vender objetos en su tienda.
Niveles de la tienda
Son un total de 100 niveles que van dando distintas recompensas, desde mayor popularidad para atraer más clientes como un aspecto único para tu tienda.

###### Cúmulo de anomalías
Zona multijugador donde se cumplen las misiones solicitadas previamente en el muro del sector 7.

###### Granja
Zona al norte de la base, no se necesita activar la atalaya para acceder, pero si se necesita construir el puente. Esta ubicación es similar al búnker alfa, pues aquí se necesita acabar con algunos zombis para poder acceder a la recompensa aunque aquí no es necesario las armas de fuego a excepción de que facilitaran en la eliminación de los saqueadores y ciertos zombis como el gigante salvaje. El Asolador es relativamente fácil de matar con 1 glock, pero si te alejas de él, te escupirá y dañará un montón tu armadura. En la granja hay varios tipos de enemigos: Paleto Podrido, Gigante salvaje, Lobo Malsano, Saqueadores y el Asolador.
No recomendado para novatos.

###### Estación de policía
Zona ubicada al sureste de la base. Esta zona es similar al búnker alfa en su sistema de recompensas, pero en este caso, se necesitan placas de policía, los cuales se consiguen limpiando el lugar o completando algunas hordas en el patio. El lugar se cerrará 3 días después de haber sido activado.

###### Motel
Ubicación al este de la base. Una zona para nuevos jugadores con una recompensa muy mala. No se necesita mucho para completarlo, simplemente un equipamiento de ropa básica, un hacha de hierro y un arma cuerpo a cuerpo bastarán. En este lugar, hay un zombi con apariencia de un orondo llamado Llorona, haciendo referencia a la leyenda Guatemalteca del mismo nombre.

###### Atalaya
Lugar situado al norte de la base. Este lugar tendrá en un principio a algunas abominaciones tóxicas y aplastadores orondos, además de que se requiere una palanca para acceder. Este lugar es donde se coloca el generador de energía para desbloquear las zonas de roble y las zonas nevadas. Al colocar el generador, una horda atacará al jugador, y este tendrá 2 opciones, correr o pelear.

###### Puerto
Zona permanente añadida recientemente. Aquí hay varias zonas para indagar como lo son las alcantarillas y el laboratorio. Es donde se hacen las entregas de Génesis para conseguir partes del bote (al igual que el plano para crearlo), así como es el lugar donde se puede fabricar fibra de vidrio y cemento.

###### Alcantarillas
Disponibles al entrar al puerto, aunque para poder entrar por primera vez se necesita un generador. Dentro, habrá varios zombis que tendrás que eliminar para poder acceder a unas salas especiales (solamente se pueden acceder a dos de ellas); y aquí también se consiguen partes del bote. Una vez dentro de una de las salas especiales, se deberá completarla sí o sí, dado que si el personaje muere o se sale de esta sin haberla completado, la sala se cerrará y no habrá manera de regresar; ya que la escalera por la que accedimos quedará bloqueada por los escombros. Se reinicia a los 2 días de haber accedido.

###### Laboratorio de Génesis
Añadido en la versión 1.17.11. Para ingresar a los sectores se necesita llenar un reactor con productos orgánicos (zanahorias, algas, semillas, maíz, setas, entre otras); se necesita llenarlo cada vez que se comenzará un nuevo sector. Asimismo, se pueden mejorar los reactores para poder llenar dos de una vez y ahorrar vueltas. Por el momento hay tres pisos a los que podemos ingresar: el primero es donde está la terminal de recompensas, el segundo es el más importante ya que es donde están los sectores, y en el tercer piso parece ser una especie de metro subterráneo abandonado en el cual hay un carro que tendremos que arreglar. Ya una vez dentro de los sectores, antes de entrar de lleno podrás elegir una ventaja que te ayudará a completar el sector, pero también te afectará en cierto modo. Por ejemplo, una de ellas menciona que los enemigos harán menos daño en ataques cuerpo a cuerpo, pero regenerarán salud cuando te golpeen; u otra que dice que la salud de los zombis reducirá, pero te detectarán en modo sigilo. Al igual que en el Búnker Alfa y la comisaría, hay un sistema de recompensas a través de tarjetas de sector A y B las cuales podremos canjear en una terminal antes de llegar al elevador; y de igual manera que en el Búnker Bravo, hay jefes en cada sector los cuales, si sabes sus patrones de ataque no te serán tan difíciles, pero gastarás muchas armas de fuego. El primer jefe es opcional derrotarlo para avanzar al siguiente sector, pero el segundo sí es obligatorio para salir al punto de inicio.
También, al igual que en Búnker Alfa, puede activarse un protocolo de seguridad el cual incrementará la dificultad del sector, pero a la postre te dará tarjetas de mejor rango las cuales dan mejores recompensas. Se cierra a los 2 días de haber ingresado.